# 千原キャスティング株式会社
千原キャスティング株式会社（ちはらキャスティングかぶしきかいしゃ）は関西テレビで2015年から不定期で放送されているバラエティー番組である。

## 内容
千原ジュニアが社長を務める架空の会社を舞台としたオーディション形式のバラエティーである。

## 出演者
社長（MC）
- 千原ジュニア（千原兄弟）

秘書（アシスタント）
- JULIA - 2015年
- Ram - 2016年
- 山田菜々 - 2019年3月・2020年12月
- ゆきぽよ - 2019年12月
- 富田鈴花（日向坂46）- 2021年12月
- 本田望結 - 2023年2月
- ゆうちゃみ - 2023年12月
- 秋元真夏 - 2024年7月
- 松村沙友理 - 2025年1月

## 放送リスト
| 放送日         | ゲスト出演者 | 備考 |
| -------------- | --- | ---- |
| 2015年9月29日  | 宇治原史規（ロザン）、レイザーラモンRG、パンクブーブー、バイきんぐ、くっきー（野性爆弾）、秋山竜次（ロバート）、板倉俊之（インパルス）、小宮浩信（三四郎）、渋谷凪咲・石塚朱莉（NMB48） |      |
| 2016年8月1日   | じゅんいちダビッドソン、レイザーラモンRG、ロバート、銀シャリ、飯尾和樹（ずん）、板倉俊之（インパルス）、小峠英二（バイきんぐ）、三秋里歩・門脇佳奈子、岸明日香、吉田早希                |      |
| 2019年3月30日  | トム・ブラウン、霜降り明星、かまいたち、サンシャイン池崎、くっきー（野性爆弾）、川島明（麒麟）、内間政成（スリムクラブ）、川上礼奈・渋谷凪咲（NMB48）                                   |      |
| 2019年12月7日  | プラス・マイナス、トム・ブラウン、コロコロチキチキペッパーズ、空気階段、横澤夏子、ZAZY、飯尾和樹（ずん）、くっきー!（野性爆弾）、岩尾望（フットボールアワー）、高岸宏行（ティモンディ） |      |
| 2020年12月12日 | R藤本、かまいたち、くっきー!（野性爆弾）、コウテイ、3時のヒロイン、ニッポンの社長、ニューヨーク、ミルクボーイ、ラニーノーズ                                                             |      |
| 2021年12月11日 | 蛙亭、カベポスター、くっきー!（野性爆弾）、ジェラードン、男性ブランコ、西田幸治（笑い飯）、ネルソンズ、ぼる塾、マヂカルラブリー                                                         |      |
| 2023年2月18日  | 紅しょうが、ヨネダ2000、コットン、ビスケットブラザーズ、コロコロチキチキペッパーズ、ZAZY、くっきー!（野性爆弾）、西田幸治（笑い飯）、守谷日和                                           |      |
| 2023年12月16日 | カゲヤマ、や団、エルフ、ぱーてぃーちゃん、ロングコートダディ、からし蓮根、くっきー!（野性爆弾）、西田幸治（笑い飯）、ヤジマリー。（スカチャン）                                         |      |
| 2024年7月27日  | ガクテンソク、サルゴリラ、ジョイマン、ダブルヒガシ、天才ピアニスト、ヤーレンズ、飯尾和樹（ずん）、くっきー!（野性爆弾）、西田幸治（笑い飯）                                             |      |
| 2025年1月25日  | 滝音、ギャロップ、ライス、しずる、ダウ90000、ななまがり、くっきー!（野性爆弾）、西田幸治（笑い飯）、真栄田賢（スリムクラブ）、リンダカラー∞                                             |      |

## スタッフ
2021年12月11日放送分
- ナレーション：村田秀亮（とろサーモン）
- 構成：遠藤敬、北本かつら、辻健一
- SW：小菅由晶
- カメラ：大尾庸介
- VE：柴田(庫)康司
- MIX：山崎勝彦
- 照明：古谷美明
- 編集：曽根隼一
- MA：吉田章太
- 音効：遠藤治朗
- 美術プロデューサー：吉田敬
- デザイン：飯塚洋行
- 技術協力：よしもとブロードエンタテインメント、ハートス、ネクストライ、麻布プラザ
- 美術協力：フジアール
- 観客：ビープス
- 衣裳協力：五大陸、河谷シャツ
- 編成：塚越弓平（カンテレ）
- 配信：向山敬子（カンテレ）
- 宣伝：春田享子・寺前真子（ともにカンテレ）
- 営業：植原脩・渡邊亮太・村田昌紀・井上秀也・吉田一世・秋田悠貴（ともにカンテレ）
- AP：世継栄太（吉本興業）
- AD：野村春菜
- ディレクター：原田浩司、田崎雅史
- 演出：川田忠仁（バックアップメディア）
- プロデューサー：脇田直樹（カンテレ）、田井中皓介・工藤翔平（ともに吉本興業）、今瀧陽介（バックアップメディア）
- 制作協力：吉本興業、バックアップメディア
- 制作：カンテレクリエイティブ本部制作局 東京制作部
- 制作著作：カンテレ(関西テレビ放送)